# 千島国
千島国（ちしまのくに）は、大宝律令の国郡里制を踏襲し戊辰戦争（箱館戦争）終結直後に制定された日本の地方区分の国の一つで、五畿八道のうち北海道 (令制)に含まれた。領域は最初国後島と択捉島のみであったが、後に得撫島以北の千島列島が加わり、色丹島も根室国から移管された。現在、旧千島国の全域をロシア連邦が極東連邦管区サハリン州の北クリル管区とクリル管区の全域、南クリル管区の一部として実効支配している。日本政府は、旧千島国の一部が北海道根室振興局管内にあたると主張している。

## 領域
1869年（明治2年）の制定時の領域は、現在の北海道の国後島・択捉島に当たる。1876年（明治9年）に択捉水道から占守海峡にかけての北千島（概ね南から順に得撫島・知理保以南島・知理保以島・武魯頓島・新知島・計吐夷島・宇志知島・羅処和島・松輪島・雷公計島・捨子古丹島・越渇磨島・知林古丹島・春牟古丹島・温禰古丹島・磨勘留島・志林規島・幌筵島・占守島・阿頼度島など）が加わり、さらに1885年（明治18年）には根室国より色丹島を編入した。

## 沿革
ここでは千島国成立までについても記述する。

### 古代・中世
古墳時代以前、遺跡の存在から少なくとも武魯頓島まで続縄文文化に属する文化が及び、飛鳥時代の斉明天皇のころ樺太で阿倍比羅夫が一戦交えた粛慎（みしわせ）（『日本書紀』）は、当時占守郡域にも及んでいたオホーツク文化圏に属する人たちとも言われている。オホーツク文化は平安時代前期ころ擦文文化の影響を強く受けたトビニタイ文化へと移行し、鎌倉時代ころまで続いた。しかし、千島列島は火山噴火や巨大津波が定期的に発生し、得撫島より北ではオホーツク文化期にかけていったん拡大したものの、その後は炭素14による鑑定で生活痕が発見されない断絶期が13世紀半ばから約400年間あるなど、過酷な環境だった。
鎌倉時代から室町時代にかけて、北海道太平洋岸から千島国域にかけて日の本と呼ばれる蝦夷（えぞ）（アイヌ）がおり、蝦夷沙汰職・蝦夷管領安東氏はこれを統括していた（『諏訪大明神絵詞』）。時に蝦夷ヶ島で騒乱が起こると、津軽から出兵していたという。その活動は、安東水軍を名乗る関東御免船が十三湊を拠点にかなり広範囲に及んでおり（『廻船式目』）、和産物を蝦夷社会へ供給し、北方産品を大量に仕入れ全国に出荷していた（『十三往来』）。和人社会からの商品流通が増加する中で、アイヌ文化が確立していったとみられる。15世紀までに、チュプカ諸島（新知郡域及び占守郡域）や勘察加（カムチャツカ）南端までアイヌが進出。後世、和人社会から流入する鉄鍋を模した内耳土器も各地から出土し、当時の様子をうかがえる。特に、得撫島周辺は古くから交易品として重要なラッコ皮の特産地であり、「ラッコ島」の異名を持つ。応永30年（1423年）4月、安藤陸奥守が室町幕府5代将軍足利義量に30枚（『後鏡』）、蠣崎（松前）慶広が文禄2年（1593年）豊臣秀吉に3枚（『新羅之記録』）と元和元年（1615年）徳川家康に長さ七尺幅に尺三寸のラッコ皮を献上。特に家康が手にしたものは、メナシ首長・ニシラケアイヌが松前にもたらした物であるという（『福山秘府』）。17世紀以降は得撫郡域以南のメナシクルや新知郡域以北の「クルムセ」もしくは「ルートムンクル」が、カムチャツカ半島南端にかけ半定住・移動生活を送り、沈黙交易も行っていたと見られる。

### 国後場所の成立と択捉場所の分立
江戸時代に入り、道東アイヌの領域では、寛永12年（1635年）、松前藩は 村上掃部左衛門に命じ国後・択捉などを含む蝦夷地の地図を作成した。正保元年（1644年）、各藩が提出した地図を基に日本の全版図を収めた「正保御国絵図」が作成された。このとき幕命により松前藩が提出した自藩領地図には、「クナシリ」「エトロホ」「ウルフ」など39の島々が描かれていた。万治4年（1661年）、伊勢国飯高郡松坂の七郎兵衛の船が得撫島に漂着したが、蝦夷（アイヌ）の援助を受け択捉島や国後島経由で十州島（北海道本島）へ渡り、寛文元年（1662年）に江戸へ帰っている（『勢州船北海漂着記』）。延宝元年（1673年）勢州の商船、択捉島・トウシシルに漂着。
元禄13年（1700年）、幕命により松前藩は千島や勘察加（カムチャツカ）を含む蝦夷全図と松前島郷帳を作成した。正徳2年（1712年）には薩摩国大隅郡の船が択捉島に漂着している（『恵渡路部漂流記』）。正徳5年（1715年）、松前藩主は幕府に対し、「十州島、唐太、チュプカ諸島、勘察加」は松前藩領と報告した。享保16年（1731年）、国後および択捉の首長らが松前藩主のもとを訪れ、献上品を贈った。ウイマム交易である。
宝暦4年（1754年）、松前藩によって松前藩家臣の知行地として国後場所が開かれ、その範囲は国後島のほか択捉島や得撫島も含んだ。このとき国後島の泊には交易の拠点や松前藩の出先機関として運上屋が設けられている。運上屋では撫育政策としてオムシャなども行われた。漁場の状況については北海道におけるニシン漁史も参照されたい。宝暦6年（1756年）紀伊国日高郡薗村の船、択捉島モヨロに漂着。安永2年（1773年）飛騨屋が国後場所での交易を請け負うようになり、天明8年（1788年）には蝦夷（アイヌ）の人々を雇い大規模な〆粕製造を開始した。当時は新田開発や商品作物栽培が盛んであり、〆粕は肥料として大量に生産され、本州方面への重要な出荷品となっていた。しかし、寛政元年（1789年）労働条件や飛騨屋との商取引に不満を持った蝦夷が蜂起したクナシリ・メナシの戦い（寛政蝦夷蜂起）が勃発し、多くの和人が殺害されている。後に乱の平定に尽力したアイヌ乙名（お味方蝦夷）たちが松前に赴き、藩主にウイマム（お目見え、謁見）した。このとき彼らを題材とした夷酋列像が描かれている。この頃幕府は政権交代により、蝦夷地を従来通り松前藩に任せようとする松平定信と、幕府直轄の公議御料としてロシアに備えようとする本多忠壽が対立したが、最終的に松平定信の意見が通り、飛騨屋は松前藩により場所請負人から外され、没落した。

交通について、寛政2年（1790年）から翌3年（1791年）にかけ、工楽松右衛門によって択捉島に船着場の埠頭が整備され、寛政11年（1799年）に高田屋嘉兵衛によって択捉航路が運営されるようになると、翌寛政12年(1800年)には国後場所から分立し新たに択捉場所も開かれ、紗那に会所（運上屋）を置き択捉島に17箇所の漁場が設けられるとともに北前船も寄航していた。このとき、地元アイヌに漁具や漁網を贈り漁法も伝えられた。陸上交通については、渡船場1、旅宿所（通行屋）が数箇所存在した。その他、寛政年間には本州や和人地などと同様に郷村制がしかれ、アイヌの有力者を乙名（役蝦夷）に任命、住民を調べ恵登呂府村々人別帳（戸籍）を作製（江戸時代の日本の人口統計も参照）、アイヌは百姓身分に位置づけられていた（士農工商も参照）。
- クナシリ場所・・・後の国後郡
- エトロフ場所・・・後の択捉郡、振別郡、紗那郡、蘂取郡
- ウルップ警固地・・・後の得撫郡

また、北方に対する警戒を説いた天明元年（1781年）の『赤蝦夷風説考』や寛政3年（1791年）の『海国兵談』などが著され、幕吏による北方探検も盛んに行われるようになった。天明6年（1786年）と寛政3年（1791年）には田沼意次の蝦夷地開発の意図を受け、最上徳内が国後場所の択捉島と得撫島を踏査し画期的な北辺図を作成した。寛政10年（1798年）には近藤重蔵が最上徳内を案内役として調査を行い、択捉島・丹根萌（タンネモイ）の丘に「大日本恵登呂府」の標柱を建てた。寛政12年（1800年）にも択捉島・カムイワッカオイの丘に「大日本恵登呂府」の標柱、享和元年（1801年）6月には幕府の命により調査にあたった富山元十郎と深山宇平太が得撫島オカイワタラの丘に「天長地久大日本属島」の標柱をそれぞれ建てている。富山や深山には八王子千人同心2名も同行。また、寛政12年（1800年）伊能忠敬は根室場所西別付近から国後島を遠測。享和3年（1803年）には間宮林蔵が西蝦夷地の測量を行い、得撫島までの地図を作製した。同年、松田伝十郎も択捉紗那会所詰となり同地で越年、翌年正月から得撫巡視している（『北夷談』）。文化3年（1806年）以降は道東アイヌの漁場であった得撫島も警固の対象となっていた（後述）。文化8年以降には、近海で銭屋五兵衛が抜荷取引を行っていたという。
チュプカ諸島（新知郡域及び占守郡域）における和人
千島アイヌの領域で記録に残っているものでは、正徳3年（1713年）勘察加東岸にいた和人・サニマ（南部出身の三右衛門）が占守島と幌筵島に上陸したほか和船の漂着例がある。いずれも占守郡域に漂着。
- 延享2年（1745年）春に温禰古丹島に南部藩領陸奥国北郡佐井村・多賀丸（竹内徳兵衛ら18人乗組）漂流民10名漂着。
- 享和4年（1804年）7月18日、陸奥国・慶祥丸が北千島の幌筵島・東浦に漂着し6人が上陸。慶祥丸の6人は新知郡域などを経て会所のある紗那郡域に帰還している。（詳細は後述）
- 文化10年（1813年）薩摩藩の永寿丸、春牟古丹島に漂着。（詳細は後述）

上記のほか、さらに北の勘察加は和人漂流民の十字路となっていた。

### 占守郡域及び新知郡域などへのロシア人の南下
一方、ロシア人はカムチャツカ半島を征服して千島をうかがっており、千島アイヌの領域である占守郡域や新知郡域の島々も武力で征服しながら南進した。
占守郡域
1711年8月、ダニラ・ヤコヴレヴィチ・アンツィフェーロフ（Данила Яковлевич Анцыферов）とイワン・ペトロヴィチ・コズイレフスキー（Иван Петрович Козыревский）が千島最北端の占守島（シュムシュ島）と二番目の島幌筵島（パラムシル島）に上陸し、住民にヤサーク（毛皮税）の献納を求めるが拒絶された。1713年、コズイレフスキーは和人・サニマを伴い再び占守島と幌筵島に上陸した。コズイレフスキーは住民の激しい抵抗を受けるも、戦いの末にこれを征服し、ヤサークの献納とロシアの支配を認めさせた。このとき、幌筵島に交易に来ていた択捉島のアイヌ人シタナイが巻き込まれ、コズイレフスキーに連れ去られた。同年、コズイレフスキーは温禰古丹島（オンネコタン島）も襲撃し帰国した。1745年スロボーチコフが温禰古丹島に上陸、和人10名を発見しカムチャツカに連行。
1747年には、ロシア正教の修道司祭イオアサフが、布教のため千島列島北部へ渡り、占守島および幌筵島のアイヌ208人を正教に改宗させた。後に占守島には露米会社によって居住地が開設されている。
新知郡域
1721年、第6島新知島（シムシル島）にロシア人が到達した。
千島アイヌたちはロシア化され、1805年6月、択捉島シベトロに上陸し幕吏に捕らえられたラショワ島アイヌの有力者マキセン・ケレーコツらの服装もロシア風であった。
1831年～1832年には露米会社によってアレウトやロシア人が派遣され、シムシル島北端のプロトン湾に新移住地開設。
- 1738年には、第二次ベーリング探検隊の分遣隊が千島列島沿いに南下して、本州沖まで到達し地図を作製した。
- 1779年には、ロシア皇帝のエカテリーナ2世が千島列島での徴税を禁止している。
- 1868年露米会社が廃止され居住地の活動停止。アレウトたちは樺太・千島交換条約の猶予期間満了前年（1877年）の移送まで残留していた。カムチャツカに移住したアイヌについてはロシアにおけるアイヌの項も参照。

得撫郡域以南
1766年から1769年にかけて、イワン・チョールヌイ（Иван Чёрный）が国後場所に侵入し、ロシア人として初めて得撫島（ウルップ島、後の得撫郡）に到達し、周辺のアイヌから毛皮の取り立てや過酷な労働を課し、得撫島で多数の女性を集めてハーレムを作った。しかし1772年に、得撫島で択捉アイヌと羅処和アイヌが蜂起し、ロシア人21名が殺害され、残りはカムチャツカ半島へ撤退した。その後も1776年に、ロシアの毛皮商人による殖民団が得撫島へ一時的に居住したが、7年後の1783年に撤退した。1786年最上徳内ら幕吏の調査の際、択捉島に三名の在留ロシア人（イジョ、サスノスコイ、ニケタ）がおり、イジョらは津波で打上げられたナターリア号救援のため派遣されたパーヴェル号の乗員で、ロシア人同士の争いのため得撫島に取残されアイヌの助けで択捉島に移ったという。彼らのうち2名が国後島に赴き取調べの後千島経由の帰国勧告を受け、長崎からの送還を希望し最後まで残留していたイジョが択捉島から帰国したのは1791年春であった。1795年夏、ケレトフセ（ズヴェズダチェトフ）ら40名の入植者を派遣。幕吏の富山や深山の調査の際、在留者17名がいたという。しかし、食料は択捉以南のアイヌとの交易に依存しており、1801年以降択捉以南のアイヌの得撫島渡航と新知島以北の千島アイヌの択捉島への渡航を禁止され、1805年在留ロシア人は得撫島から帰国した。1828年露米会社がロシア人とアレウトを派遣し得撫島東岸の小船湾に拠点を置いたが、クリミア戦争中の1855年９月英仏艦隊が得撫島小船湾の居住地を一時的に占領、残留アレウトも1877年得撫島から帰国した。

### 松前藩領の上知と幕府による直接統治
第一次幕領期
江戸時代後期、千島国域は東蝦夷地に属していた。南下政策を強力に推し進めるロシア帝国の脅威に備え、寛政11年（1799年）に東蝦夷地は蝦夷奉行直轄の公議御料（幕府直轄領）とされ、津軽藩と南部藩が泊と紗那に勤番所（泊は南部藩のみ）を置き警固を行っていた。蝦夷奉行は後に箱館奉行を経て松前奉行と改称された。文化元年（1804年）には、漂流していた慶祥丸が占守郡域の幌筵島・東浦に漂着した。乗組員の継右衛門ら6人は占守島を経て勘察加に渡り、ペトロパブロフスクで現地に滞在する若宮丸漂流民善六の世話を受けた。翌文化2年（1805年）(旧暦)6月、新知郡域ラショワ島アイヌの有力者マキセン・ケレーコツ（アイヌ名・シレイタ）ら十数名がシベトロに上陸し幕吏に捕らえられ、ロシア人南下の詳細な情報がもたらされた。文化3年（1806年）3月、ラショワ島アイヌたちは択捉島から脱走、関屋茂八郎が南部藩足軽たちとともに追跡し得撫島に上陸。同島はロシア人不在と確認。一方、継右衛門ら慶祥丸漂流民6人は文化2年（1805年）6月にペトロパブロフスクを立ち、途中新知郡域の羅処和島で越冬した後、ラショワ島アイヌのマキセンの助けを借りつつ南下し新知島でアイヌたちと別れ、得撫島を経由し文化3年（1806年）7月27日に会所のある紗那郡域に帰還した。この年以降、幕吏たちが南部・津軽の足軽、通辞、番人、アイヌたちとともに毎年得撫島の見回りを実施。
文化4年（1807年）には文化露寇（フヴォストフ事件）が発生し、択捉場所内保の番屋や紗那の会所などが、ロシア人から攻撃を受けて略奪された。幕吏間宮林蔵もこの事件に巻き込まれている。また、この事件では中川五郎治と佐兵衛がロシア人に拉致され、シベリアに強制連行されている。ロシア帝国政府は不関与であったが、この事件は日露関係を極度に悪化させ、西蝦夷地も幕領化するきっかけとなった。翌文化5年（1808年）以降には、仙台藩が国後と択捉の警固に加わった。

文化8年（1811年）には、鎖国中当時の国後島に、ロシア軍艦ディアナ号の艦長ヴァシーリー・ゴロヴニーン（Василий Головнин）が不法上陸したため、幕府の命で警固に就いていたアイヌと和人が協力してこれを捕縛した。今で言うゴローニン事件である。ディアナ号副長ピョートル・イヴァノヴィチ・リコルド（Пётр Иванович Рикорд）は一旦オホーツクに引き返した後、中川五郎治と歓喜丸の漂流民たちとともに国後島に来航したが、幕府からの回答は満足のいくものでなかった上、歓喜丸の水夫1名が逃亡したために交渉は難航した。そのためリコルドは、中川五郎治や残りの歓喜丸漂流民たちを解放する代わりに、近海を航行中であった観世丸を拿捕、高田屋嘉兵衛やアイヌ船員らを拉致しペトロパブロフスクへ強制連行した。このとき、アイヌ船員ら数名は抑留地で命を落とし帰らぬ人となった。事件が解決に向かうのは、文化10年（1813年）5月にディアナ号が国後島に来航し、嘉兵衛ら3名が解放されてからであった。その際に日露間で交渉が行われ、同年9月、リコルドは善六や久蔵らを伴ってディアナ号で箱館に来航し、交渉の末ゴローニンはロシア側に引き渡された。
また文化13年（1816年）6月には、ロシア船パヴェル号が得撫島沖に来航し、占守郡域の春牟古丹島に漂着した永寿丸の乗員と英国船に救助された督乗丸の小栗重吉、音吉、半兵衛ら漂流民計6名をペトロパブロフスクから送還。航海途中、半兵衛が病死したが得撫島に上陸した5名は地元アイヌの案内で択捉島のシベトロ番屋まで帰還（池田寛親『船長日記』）。ゴローニン事件の後、ロシアは通商と国境交渉の目的で漂流民を伴い択捉島に度々来航したため、幕府は択捉島以南を日本領、得撫郡域を漂流民の身柄受取のみおこなう緩衝地帯とし、新知郡域以北をロシア領とする案を回答予定であったが、両国の交渉担当者が約束の時期に落ち合えず結局ロシア側に伝達できなかった。
松前藩復領期
千島国域は文政4年（1821年）に一旦松前藩領に復したが、文政8年（1825年）から天保13年（1842年）まで異国船打払令による砲撃のためロシア船も陸地に近づけなかった。天保7年（1836年）露米会社船は択捉の港に入港できず、越後国岩船郡早川村・五社丸の漂流民を港以外に上陸させた（『天保雑記』）。天保14年（1843年）には越中国長者丸の漂流民6人がペトロパブロフスクから択捉島沖まで送還され、松前藩士が船でロシア船に接近し引取った（『蕃談』・『時槻物語』）。その後も弘化2年（1845年）に露米会社船が択捉島に来航し、交易を要求した。嘉永2年（1849年）閏4月29日から6月10日まで、松浦武四郎が国後・択捉を訪れている。嘉永7年（1854年）加陽・豊島 毅らによって千島列島、全樺太島やカムチャッカ半島までも明記した「改正蝦夷全図」が作成された。
第二次幕領期
安政元年（1854年）には日露和親条約（不平等条約のひとつ）により、択捉島と得撫島の間が国境とされ、道東アイヌの漁場だった得撫郡域を喪失。翌安政2年（1855年）には択捉島以南は再び公議御料となり、仙台藩が国後島の泊と択捉島の振別に出張陣屋を築き警固をおこなった。安政6年（1859年）の6藩分領以降は紗那郡域（仙台藩警固地）を除き、ほぼ全域が仙台藩領となった。このとき、年数が経ち痛んだカムイワッカオイの丘の「大日本恵登呂府」の標柱の代わりに、仙台藩士によって「大日本地名アトイヤ」と書き改めた標柱が立てられた。また、国後や択捉にはストーブも配置された。慶応4年4月12日、箱館裁判所（閏4月24日に箱館府と改称）の管轄となった。

### 国郡制定後の沿革
- 明治2年（1869年）
  - 開拓使直轄領となる。
  - 旧暦8月15日（9月20日） 北海道11国が置かれた際、千島国5郡が制定される。また、同年7月から道外の複数の藩によって分領支配が行われる。
  - 10月 廃止を検討されていた場所請負制が漁場持（ぎょばもち）と名称を変更。
- 明治4年（1871年）
  - 旧暦7月14日（8月29日）、廃藩置県。
  - 旧暦8月20日（10月4日）、北海道の分領支配の廃止。全域が開拓使の管轄となる。
- 明治5年（1872年）
  - 壬申戸籍編製。旧百姓身分だったアイヌは平民となった。
  - 旧暦4月9日（5月15日）、全国一律に戸長・副戸長を設置。
  - 8月9日（9月23日）、散髪脱刀令公布。文明開化の一環。
  - 旧暦10月10日（11月10日）、大区小区制施行。
  - 旧暦12月2日（1872年12月31日）、天保暦からグレゴリオ暦に改暦。
- 明治8年（1875年）
  - 2月13日、平民苗字必称義務令公布。文明開化の一環。
  - 11月28日 樺太・千島交換条約により日本領となったクリル諸島（千島列島）が、暫定的に「開拓使管下クリル列島」となる[35]。
- 明治9年(1876年）
  - 1月14日 クリル諸島（千島列島）に得撫郡・新知郡・占守郡の3郡を新設、千島国に編入する[36]。
  - 9月 漁場持の廃止。
- 明治11年（1878年）から明治13年（1880年）にかけ、栖原家が得撫島で漁場14 か所を開いた[37]。
- 明治12年（1879年）7月23日、郡区町村編制法（明治11年7月22日太政官布告第17号）施行。
- 明治15年（1882年）2月8日 廃使置県にともない根室県の所管となる。
- 明治17年（1884年） 困難な生活物資の補給と国防上の問題から、根室県の役人の説得を受けた占守島の全住民(千島アイヌ)が色丹島に移住した（『千島巡航日記』）[38][39]。
- 明治18年（1885年）1月6日 根室国花咲郡の一部（色丹島）を、色丹郡として編入する[40]。
- 明治30 - 42年（1898年 - 1909年）夏季のみ、千島アイヌが占守郡に帰郷し、出稼ぎ漁業を実施。
- 明治31年（1898年）1月、千島国で徴兵制度が施行された。
  - 以降の出来事については北海道庁 (1886-1947)および根室振興局（旧:根室支庁）の項を参照。

## 国内の施設

### 神社
千島国5郡制定時の主な神社を記述する。
泊神社・有萌神社・紗那神社・蘂取神社の四社は文化年間に高田屋嘉兵衛による創建、恵比須神社は嘉永3年の創建、植沖神社と別飛神社は幕末ころの創建である。
- 国後郡 泊神社 (国後神社)（国後郡泊村）
- 国後郡 植沖神社（国後郡留夜別村）
- 紗那郡 有萌神社（紗那郡紗那村）
- 紗那郡 別飛神社（紗那郡紗那村）
- 紗那郡 恵比須神社（紗那郡紗那村）
- 紗那郡 紗那神社（紗那郡紗那村）
- 蘂取郡 蘂取神社（蘂取郡蘂取村）

敗戦時、国後島に25社、択捉島に16社、得撫島以北に4社のほか、色丹島に9社を数えた。
根室市の金刀比羅神社には、ソ連軍の侵攻を逃れてこれらの神社から運び出された10体の御神体が安置されている。また、明治以降、得撫島以北に創祀された神社は下記のとおり。
- 新知郡 松輪神社（松輪島大和湾）
- 占守郡 占守神社（占守島片岡湾郡司ヶ丘）
- 占守郡 北上神社（幌筵島加熊別）
- 占守郡 阿頼度神社（阿頼度島東京湾）

## 地域

### 郡
千島国は以下の9郡で構成された。
- 国後郡
- 択捉郡
- 振別郡（現在は消滅）
- 紗那郡
- 蘂取郡
- 得撫郡（現在は消滅）
- 新知郡（現在は消滅）
- 占守郡（現在は消滅）
- 色丹郡 - 花咲郡から分立

### 江戸時代の藩
- 松前藩領、松前氏（1万石各→3万石各）1599年 - 1799年・1821年 - 1855年（国後場所、択捉場所、得撫）
- 仙台藩泊陣屋・振別陣屋、1859年 - 1868年（国後場所、択捉場所のうち後の紗那郡を除く地域）

分領支配時の藩
- 久保田藩領、1869年 - 1871年（国後郡）
- 彦根藩領、1869年 - 1871年（択捉郡）
- 佐賀藩領、1869年-1870年（振別郡）
- 仙台藩領、1869年 - 1871年（紗那郡、1870年以降は振別郡と蘂取郡も所領に加えた）
- 高知藩領、1869年 - 1870年（蘂取郡）

### 人口
明治5年（1872年）の調査では、人口437人を数えた。
※1945年（昭和20年）8月15日現在では、（明治5年と同じ旧千島国の範囲で）2,066世帯10,972人だった。

## 千島国の合戦
- 1772年：得撫蝦夷蜂起（メナシクルと得撫島に逃れた千島アイヌがロシア人21名を討取り、ロシア勢は勘察加へ撤退。）
- 1789年：クナシリ・メナシの戦い（寛政蝦夷の乱）
- 1806年 - 1807年：文化露寇（紗那事件・フヴォストフ事件）